# هارون كوفنغتون
هارون كوفنغتون (بالإنجليزية: Aaron Covington)‏ هو كاتب سيناريو أمريكي، ولد في 5 يونيو 1984 في ميشيغان سيتي في الولايات المتحدة.

## وصلات خارجية
- هارون كوفنغتون على موقع IMDb (الإنجليزية)